# Maria Cosway
Maria Luisa Catalina Cecilia Cosway (Florencia, Italia; 11 de junio de 1760 – Lodi; 5 de enero de 1838), nacida como Maria Luisa Caterina Cecilia Hadfield, fue una artista italo-inglesa y teórica de la educación. Trabajó en Inglaterra, Francia, y más tarde en Italia, cultivando un gran círculo de amigos y clientes.
Expuso su obra en la Royal Academy of Arts, y encargó el primer retrato de Napoleón en Inglaterra. Sus pinturas y grabados se encuentran repartidas en el Museo Británico, la Biblioteca Británica, y la Biblioteca Pública de Nueva York. Su trabajo fue incluido en exposiciones de Londres en la Galería Nacional de retratos entre 1995 y 1996 y la Tate Britain en 2006.
Cosway era una consumada compositora, músico y anfitriona de la sociedad junto a su esposo, el también pintor Richard Cosway. Tuvo una breve relación romántica con el estadista estadounidense y viudo Thomas Jefferson en 1786, mientras servía en París como enviado diplomático a Francia; la pareja mantuvo correspondencia hasta la muerte del expresidente en 1826.
Cosway fundó una escuela de señoritas en París, que dirigió desde 1803 hasta 1809. Poco después de su cierre, fundó un convento católico y una escuela para niñas en Lodi, en el norte de Italia, que dirigió hasta su muerte.

## Infancia en Italia

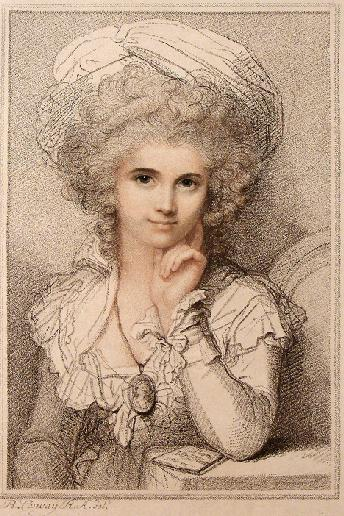
Maria Cosway, dibujada por su marido, Richard Cosway.

Nació en 1760 en Florencia, Italia. Fue hija de Charles Hadfield, quien se dice que era oriundo de Shrewsbury, Inglaterra, y una madre italiana. Su padre era un exitoso posadero en Livorno, donde se había hecho muy rico. Los Hadfield regentaban tres posadas en la Toscana, muy frecuentadas por los aristócratas británicos que realizaban el Grand Tour. De los ocho hijos de la pareja, María demostró talento artístico a temprana edad durante su educación en un convento católico. Fue una católica devota toda su vida.
Cuatro de los hijos del matrimonio Hadfield fueron asesinados por una niñera mentalmente enferma, que fue capturada tras comentar que mataría a María. La cuidadora afirmó que sus jóvenes víctimas serían enviadas al Cielo después de que ella los matase. La infanticida fue sentenciada a cadena perpetua. María, sus hermanos Richard y George, y Charlotte, la hermana menor, fueron los sobrevivientes.
A la muerte de su padre, María expresó un fuerte deseo de tomar los hábitos. Tres años más tarde, ella y su madre viajaron a Inglaterra, se establecieron en Londres en 1779.
El hermano de Maria, George Hadfield, se graduó como arquitecto y diseñó Arlington House en Virginia. Más tarde sería propiedad del general confederado Robert E. Lee.

## Carrera temprana
Mientras todavía estaba en Florencia, María Hadfield estudió arte bajo la tutela de Violante Cerroti y Johann Zoffany. De 1773 a 1778, copió a los grandes maestros en la Galería de los Uffizi. Por su trabajo, fue elegida para la Academia del Disegno en Florencia en 1778. También viajó a Roma, donde estudió arte junto a Pompeo Batoni. Estudió con Anton Raphael Mengs, Henry Fuseli, y Joseph Wright de Derby.
Dos mujeres artistas, Angelica Kauffmann y María Moser, se encontraban entre los miembros originales de la Royal Academy of Arts de Londres, en 1768. Kauffmann ayudó a María Hadfield a participar en exhibiciones académicas. En 1781 expuso por primera vez, mostrando las siguientes tres obras: Rinaldo, Creusa appearing to Aeneas (Creusa apareciendo a Eneas) (grabado en mezzotinta por V. Green), y Like patience on a monument smiling at grief (Como la paciencia en un monumento sonriendo al dolor). Hadfield pasó a tener éxito como pintora de escenas mitológicas.

## Matrimonio y éxito social

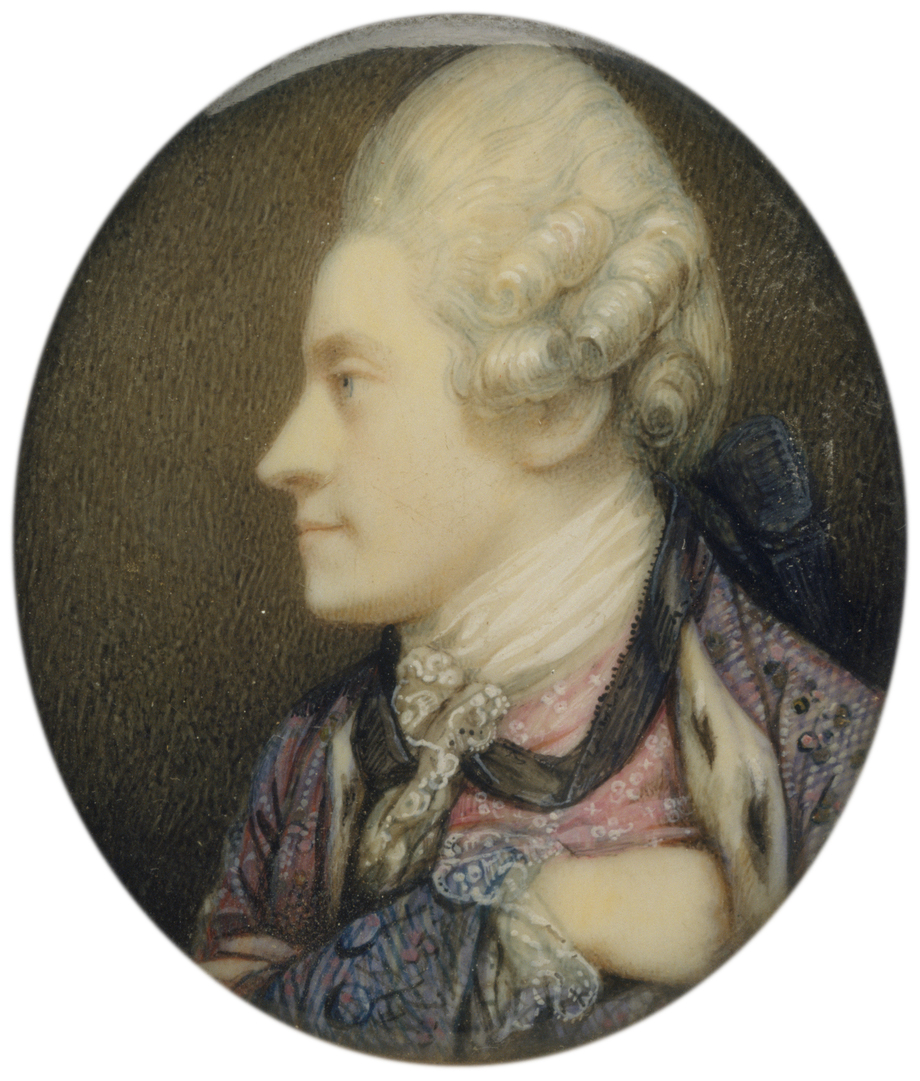
Autorretrato en miniatura de Richard Cosway, c. 1770.

El 18 de enero de 1781, Maria Hadfield se casó con otro artista, el pintor de retratos en miniatura Richard Cosway, en lo que se cree que fue un matrimonio de conveniencia. Él era 20 años mayor que ella, conocido como un libertino, y le fue repetidamente infiel. Richard fue "comúnmente descrito como parecido a un mono."
Sus modales italianos eran tan extraños que su esposo mantuvo a María aislada hasta que dominara por completo el idioma inglés. Cosway también le prohibió a su esposa pintar, posiblemente por temor a los chismes que rodeaban a las mujeres pintoras. Su autorretrato con los brazos cruzados es visto como una respuesta a su limitación profesional, sus brazos cruzados actuando como signo de su incapacidad para la práctica. Pero, con el tiempo se dio cuenta del talento de María y le ayudó a desarrollarlo. Más de 30 de sus obras fueron exhibidas en la Real Academia de Arte de 1781 hasta 1801. Pronto mejoró su reputación como artista, sobre todo cuando su retrato de la Duquesa de Devonshire, en el personaje de Cynthia de La Reina de las Hadas se exhibió. Entre sus amistades se encontraban Lady Lyttelton; Anne Seymour Darner, condesa de Aylesbury; Cecilia Johnston, esposa del general James Johnston; y la marquesa de Townshend.
En 1784, el matrimonio se trasladó a Schomberg House, en Pall Mall, y establecieron un salón de moda para la alta sociedad londinense. Richard fue el pintor principal del Príncipe de Gales, y María sirvió como anfitriona para artistas, miembros de la realeza, incluyendo el Príncipe, y políticos, como Horace Walpole, Gouverneur Morris y James Boswell. María hablaba varios idiomas y debido a sus viajes por Italia y Francia, ganó un círculo internacional de amigos. Estos incluyen a Angélica Schuyler Church y el artista John Trumbull. Maria Cosway organizó conciertos y recitales para sus invitados, haciéndose conocida como "La Diosa de Pall-Mall".
Richard y María tuvieron una hija, Luisa Paulina Angélica, pero la pareja finalmente se separó. Maria viajaba a menudo por el continente, en una ocasión acompañada por Luigi Marchesi, un famoso castrato italiano (Richard Cosway había pintado su retrato, en el que después fue grabado por Luigi Schiavonetti). Al mismo tiempo, Richard mantenía abiertamente una relación con Mary Moser, con quien viajó durante seis meses. En sus cuadernos hizo "comparaciones odiosas entre ella y la Sra. Cosway", lo que implica que ella era mucho más receptiva sexualmente que su esposa.
Durante su estancia en Lyon, Francia, Maria Cosway, hizo una peregrinación al santuario de la Virgen María en Loreto. Este fue para cumplir una promesa que había hecho después de dar a luz a un hijo vivo. Mientras estaba de viaje por el continente, su joven hija Louisa murió.

## Obras durante la Francia de Napoleón

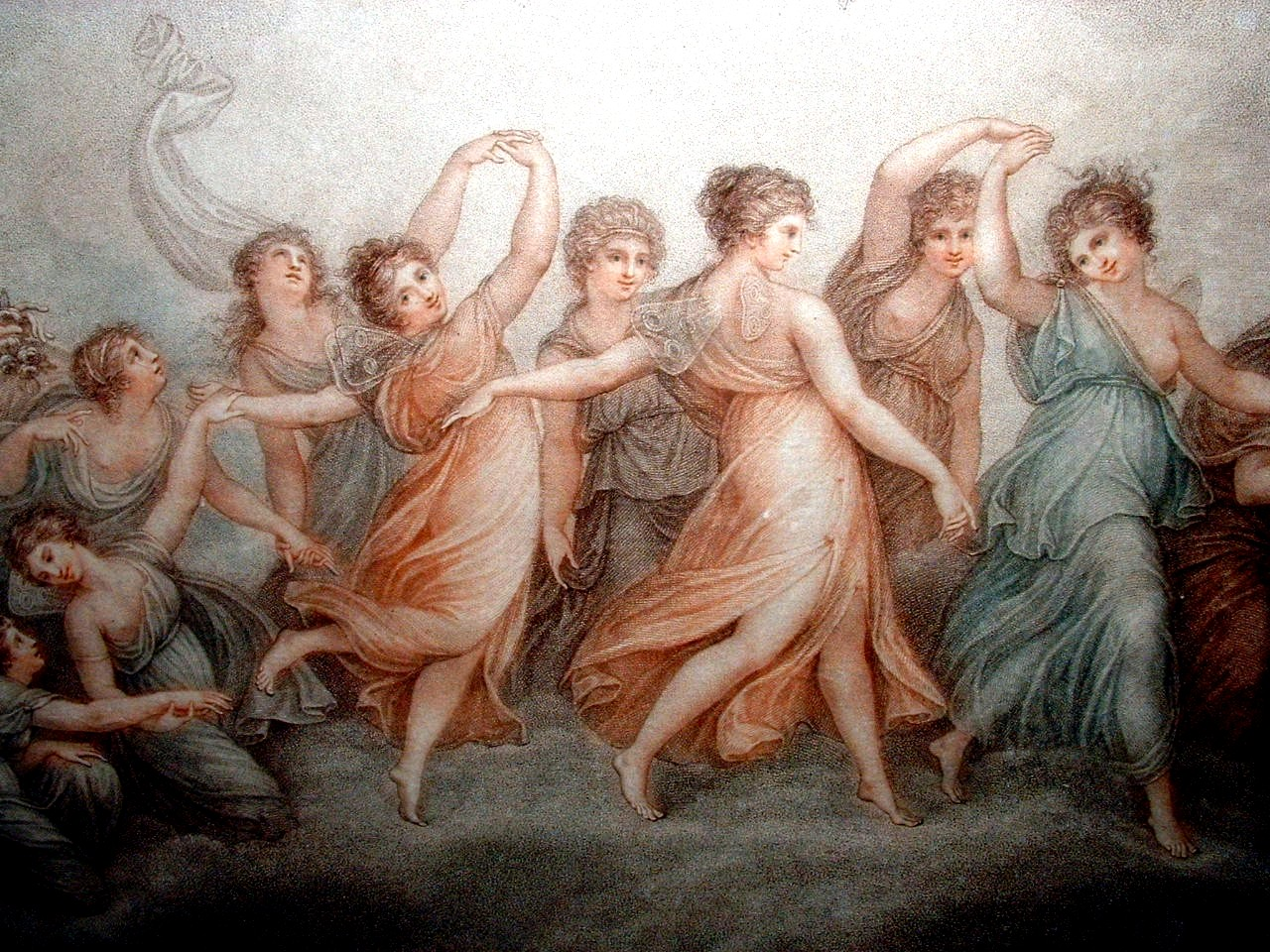
Grabado por Francesco Bartolozzi de la pintura de Maria Cosway The Hours, descrito por Jacques-Louis David como "ingenioso".

A lo largo de este período Cosway cultivó contactos internacionales en el mundo del arte. Cuando envió un grabado de su pintura alegórica de Las Horas al pintor francés Jacques-Louis David, él respondió: "On ne peut pas faire une poésie más ingénieuse et plus naturelle" ("No podemos hacer la poesía más ingeniosa y más natural"). Cosway se hizo muy famosa en toda Francia y tuvo clientes de todo el continente.
Cosway también mostró interés en la política francesa. En 1797, luego de vivir en Oxford Street en Londres, encargó al artista Francesco Cossia que creara el primer retrato de Napoleón visto en Inglaterra. Cosway pudo haber sido la primera persona en Gran Bretaña en ver el rostro de Napoleón. Su comisión del retrato se llamaría más tarde "la evidencia más antigua registrada de la admiración británica por Napoleón". Más tarde, adquirida por Sir John Soane, la pintura se muestra en la Sala de Desayunos del Museo Soane.
Mientras vivía en París, entre 1801 y 1803, Cosway copió las pinturas de los Antiguos Maestros del Louvre para su publicación como grabados en Inglaterra. Después de la muerte de su hija mientras ella estaba en Francia, no terminó el proyecto.
Maria Cosway conoció a Napoleón mientras copiaba Napoleón cruzando los Alpes de su amigo David. Se hizo muy amiga del tío de Napoleón, el cardenal Joseph Fesch. Durante la Paz de Amiens, le dio a los visitantes británicos tours de la colección de arte del cardenal. Un historiador señaló que su admiración por Napoleón pudo haberse inspirado en su entonces amante, Pasquale Paoli, un general corso exiliado en Londres, quien había sido asociado de Bonaparte.

## Relación con Thomas Jefferson

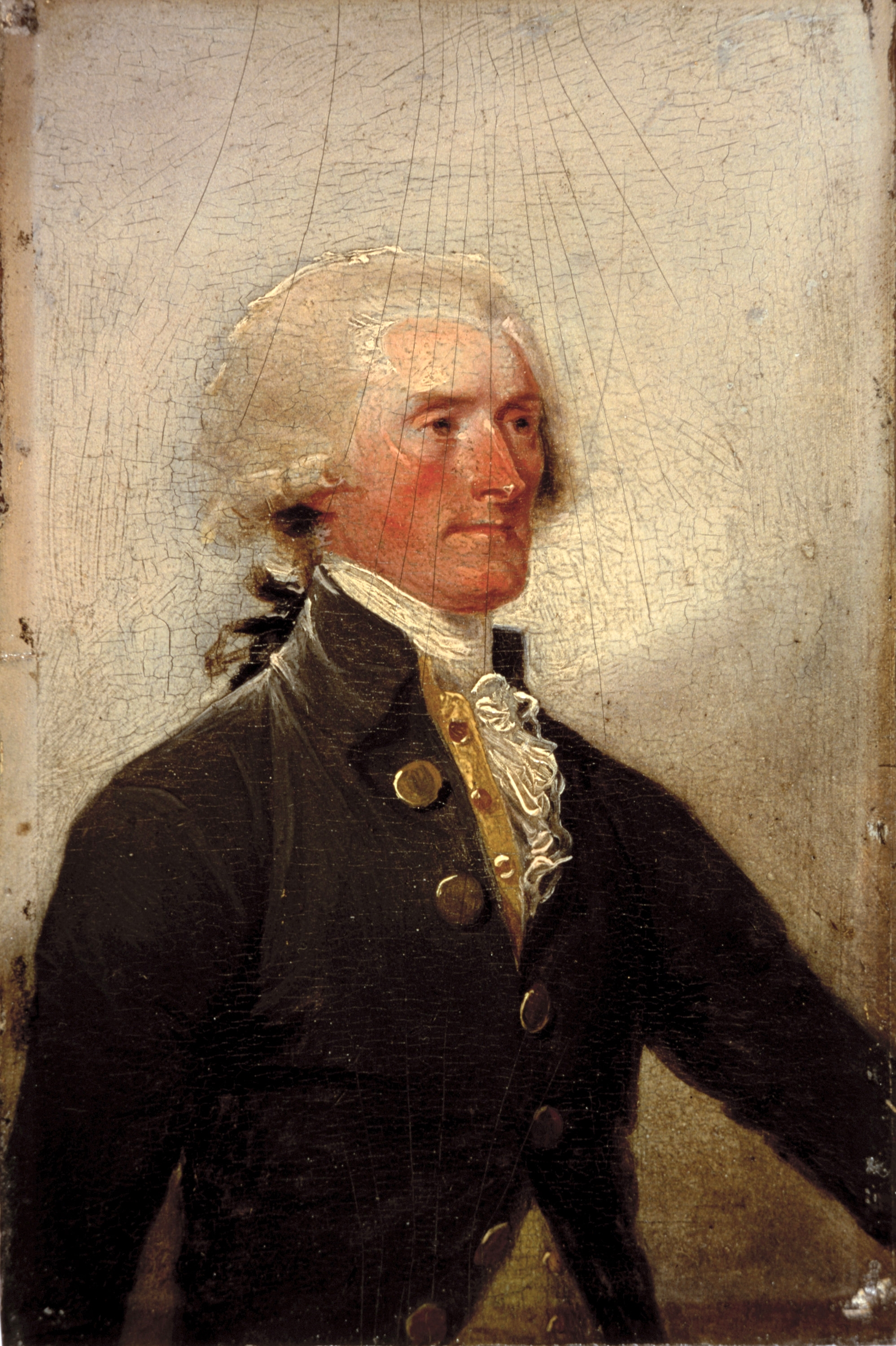
Thomas Jefferson en 1788 por John Trumbull. Íntimos amigos, María y él compartieron correspondencia por el resto de sus vidas después de conocerse en París.

En el Mercado de Cereales (Halles aux Bleds), en París, en agosto de 1786, John Trumbull presentó a los Cosway a Jefferson, quien con 43 años se desempeñaba como Ministro estadounidense en Francia. Maria tenía 27 años. Jefferson se excusó entonces a su acompañante diciendo que necesitaba atender asuntos oficiales, pero en vez de eso pasó la noche con María en el Palais Royal.
Cosway y Jefferson compartían un interés por el arte y la arquitectura; juntos asistieron a exposiciones por toda la ciudad y el campo. Escribiría de sus aventuras: 

"How beautiful was every object! the Pont du Neuilly , the hills along the Seine , the rainbows of the Machine of Marly , the terraces of Saint Germain , the chateaux, the gardens, the statues of Marly, the Pavilion of Louveciennes ... In the evening, when one took a retrospect of the day, what a mass of happiness had we travelled over!"
"¡Qué hermoso era cada objeto! El Pont de Neuilly, las colinas a lo largo del Sena, los arcos de la Máquina de Marly, las terrazas de Saint Germain, los castillos, los jardines, las estatuas de Marly, el pabellón de Louveciennes... En la noche, cuando se hizo una retrospectiva del día, ¡qué masa de felicidad habíamos viajado! "

En el transcurso de seis semanas, Jefferson desarrolló un vínculo romántico con Cosway, pasando cada día con ella.

Ante la insistencia de su marido, los Cosway se fueron a Londres. Jefferson le escribió una carta de amor de 4.000 palabras titulada "The Dialogue of the Head vs. the Heart" ("El diálogo de la cabeza frente al corazón") fechada del 12 al 13 de octubre de 1786. Describe su cabeza conversando con su corazón, una lucha entre lo práctico y lo romántico.
Los especialistas sugieren que Jefferson fue particularmente parcial a un apego romántico en este momento de su vida. Su esposa había muerto cuatro años antes; acababa de enterarse de la muerte de su hija menor, Lucy; y sus otras dos hijas estaban en la escuela. Al menos un reporte sostenía que Cosway comenzó a desarrollar sentimientos más fuertes hacia Jefferson, pero cuando ella viajó a París para encontrarse con él nuevamente, lo encontró más distante.
Una católica devota que no quería tener hijos, le preocupaba el embarazo. Algunos historiadores creen que nada se desarrolló más allá de la correspondencia. Dado que Jefferson fue muy discreto, nadie sabe con certeza el alcance de su relación. Jefferson finalmente dejó de escribirle hasta algún tiempo después, cuando volvió a contactar con él; su renovada correspondencia continuó hasta su muerte. Historiadores como Andrew Burstein han sugerido que la relación era romántica, sobre todo en el lado de Jefferson, y que Cosway era su opuesto, más artística que racional. Su correspondencia sobrevive. Antes de que Jefferson se marchara de París, le escribió: "I am going to America and you are going to Italy. One of us is going the wrong way, for the way will ever be wrong that leads us further apart." ("Voy a ir a Estados Unidos y tú a Italia. Uno de nosotros va por el camino equivocado, porque el camino siempre será incorrecto y nos separará aún más").
Cosway presentó a Jefferson a su amiga Angelica Schuyler Church, cuñada de su rival Alexander Hamilton. Church mantuvo correspondencia con Jefferson y Cosway en su vida posterior; su correspondencia con ellos se custodia en el archivo de la Universidad de Virginia.
Ambos tenían retratos del otro. Jefferson guardó un grabado de Luigi Schiavonetti a partir de un dibujo del esposo de María. María le encargó a Trumbull que pintara un retrato de Jefferson; la pintura fue más tarde propiedad del gobierno italiano. Posteriormente, el retrato fue exhibido como parte de una exposición del Instituto Smithsoniano. Después de que terminó, y en celebración del Bicentenario de los Estados Unidos, Italia otorgó la pintura a la Casa Blanca, donde ahora cuelga.

## Vida posterior
Cosway finalmente regresó al continente, viajó con su hermano George Hadfield por Italia, donde vivió en el norte durante tres años y luego regresó a Inglaterra después de la muerte de su hija a la edad de 10 años, concentrándose en la pintura, completando varias cuadros religiosos para capillas.
A pesar de la guerra de Napoleón con Inglaterra, viajó a Francia. En París, el cardenal Joseph Fesch la persuadió para que estableciera un colegio para señoritas, que administró desde 1803 hasta 1809. El duque de Lodi la invitó a Italia para establecer un convento y una escuela católica para niñas en Lodi (cerca de Milán). Dirigió el Colegio delle Grazie en el norte de Italia hasta su muerte en 1838.
En 1821, Cosway volvió brevemente a Inglaterra para cuidar de su marido antes de su muerte. Con la ayuda de su amigo Sir John Soane, subastó la gran colección de arte de Richard y usó los fondos para apoyar la escuela del convento.
En una carta a Jefferson (en poder de la Universidad de Virginia), Cosway lamentó la pérdida de viejos amigos mutuos tras la muerte de Angélica Schuyler Church. Como un homenaje a Church, Cosway diseñó la pintura del techo de un templo que representa a las Tres Gracias que rodea el nombre de su amiga. En junio de 1826, le escribió al grabador italiano Giovanni Paolo Lasinio respecto a la publicación de los dibujos de su marido en Florencia.
Cosway murió en 1838 en su escuela de Lodi. Entre sus legados uno fue de Charlotte Jones, que había sido alumna anterior de su esposo pero que tenía una visión deficiente al final de su vida.

## Colecciones
Los grabados de Cosway de los Antiguos Maestros del Louvre se encuentran en la colección del Museo Británico. Dos de sus pinturas que se relacionan con un poema de Mary Robinson fueron adquiridas por la Biblioteca Pública de Nueva York. Fueron incluidas en la exposición Gothic Nightmares: Fuseli, Blake and the Romantic Imagination en el museo Tate Britain de Londres en 2006.
De 1995 a 1996, la National Portrait Gallery de Londres organizó una exposición titulada Richard and Maria Cosway: Regency Artists of Taste and Fashion, que muestra 250 de sus obras.

## Obras y reproducciones
Las principales obras de Cosway expuestas en la Royal Academy y posteriormente grabadas (el nombre del grabador se muestra entre paréntesis) son:
- Clytie (V. Green)
- The Descent from the Cross (V. Green)
- Astrea instructing Arthegal (V. Green)
- The Judgment on Korah, Dathan, and Abiram (S. W. Reynolds)
- A Persian (Emma Smith)
- H.R.H. the Princess of Wales and the Princess Charlotte (S. W. Reynolds)
- The Hours (Francesco Bartolozzi)
- Lodona (Francesco Bartolozzi)
- The Guardian Angel  (S. Phillips)
- Going to the Temple (Peltro William Tomkins)
- The Birth of the Thames (Tomkins)
- Creusa appearing to Aeneas (V. Green)
- The Preservation of Shadrach, Meshac, and Abednego (W. S. Reynolds)
- Louis VII, King of France, before Becket's Tomb (W. Sharp)

Cosway dibujó The Progress of Female Dissipation y The Progress of Female Virtue, publicados en 1800. También publicó una serie de 12 diseños, titulados The Winter's Day que fueron contribuidos a la Galería Boydell Shakespeare. Grabó en 1802 todas las planchas en una gran obra titulada Gallery of the Louvre, represented by etchings executed solely by Mrs. Maria Cosway, with an Historical and Critical Description of all the Pictures which compose the Superb Collection, and a Biographical Sketch of the Life of each Painter, by J. Griffiths, &c. (Galería del Louvre, representada por grabados ejecutados únicamente por la Sra. Maria Cosway, con una descripción histórica y crítica de todas las imágenes que componen la magnífica colección y un bosquejo biográfico de la vida. de cada pintor, por J. Griffiths, y compañía). Sus numerosas otras placas, algunas en aguafuerte suave, se custodian principalmente en la Biblioteca Británica.

## En el cine
- Jefferson en París de James Ivory, película de 1995 en la que María Cosway es interpretada por Greta Scacchi